# Armand Assante
Armand Assante (New York, 4 oktober 1949) is een Amerikaans acteur.

## Biografie
Armand Assante studeerde aan de Cornwell Central High School in New York. Na daar zijn diploma te hebben gehaald, ging hij naar de American Academy for Dramatic Arts, waar hij leerde acteren.
In 1974 maakte zijn officiële filmdebuut als een gast op een trouwerij in de kleine culturele film The Lords of Flatbush, met daarin onder meer Henry Winkler en Sylvester Stallone. Daarna kreeg hij nog verscheidene gastrollen in diverse soaps.
In 1978 kreeg hij een grotere rol, wederom naast Sylvester Stallone, in de film Paradise Alley. Na deze film kreeg hij steeds meer en grotere rollen in steeds meer, bekendere films. In 2007 had Assante een belangrijke bijrol in American Gangster.
Ook speelde Assante een rol in de serie NCIS, waarin hij de charmante en geslepen wapenhandelaar René "La Grenouille" Benoit vertolkte, de gezworen aartsvijand van directeur Jenny Shepard.
Assante is van 1982 tot 1994 getrouwd geweest met Karen McArn, met wie hij 2 kinderen kreeg.

## Prijs
- 1997 Emmy Awardwinnaar voor Beste hoofdrol in een Miniserie, voor Gotti.

## Selecte filmografie
- The Lords of Flatbush (1974)
- Paradise Alley (1978)
- Prophecy (1979)
- Little Darlings (1980)
- Private Benjamin (1980)
- Love and Money (1982)
- I, The Jury (1982)
- Unfaithfully Yours (1984)
- Evergreen (1985)
- Belizaire the Cajun (1986)
- Napoleon and Josephine (1987)
- The Penitent (1988)
- Jack the Ripper (TV-serie 1988)
- Eternity (1989)
- Animal Behavior (1989)
- Q & A (1990)
- The Marrying Man (1991)
- The Mambo Kings (1992)
- 1492: Conquest of Paradise (1992)
- Hoffa (1992)
- Fatal Instinct (1993)
- Blind Justice (1994)
- Trial by Jury (1994)
- Judge Dredd (1995)
- Striptease (1996)
- The Odyssey (1997)
- On the Beach (2000)
- The Road to El Dorado (2000)
- Looking For An Echo (2000)
- Last Run (2001)
- One Eyed King (2001)
- Federal Protection (2002)
- Partners in Action (2002)
- Tough Luck (2003)
- Citizen Verdict (2003)
- Consequenze (2003)
- Children of Wax (2005)
- Ennemis Publics (2005)
- Casanova’s Last Stand (2005)
- Dot.Kill (2005)
- The Third Wish (2005)
- Mirror Wars: Reflection One (2005)
- Two For The Money (2005)
- Confessions of a Pit Fighter (2005)
- Dead Lenny (2006)
- Funny Money (2006)
- Surveillance (2006)
- Soul’s Midnight (2006)
- When Nietzsche Wept (2007)
- California Dreamin' (2006)
- Order of Redemption (2007)
- American Gangster (2007)
- Killer by Nature (2008)
- Chicago Overcoat (2008)
- The Man Who Came Back (2008)
- La Linea (2008)
- Death Warrior (2008)
- The Lost (2009)
- The Steam Experiment (2009)
- Order of Redemption (2009)
- The Bleeding (2009)
- Breaking Point (2009)
- Shadows in Paradise (2010)
- Killer by Nature (2010)

- Bibsys: 98014558
- Biblioteca Nacional de España: XX1126501
- Bibliothèque nationale de France: cb13929932t (data)
- CiNii: DA13519784
- Gemeinsame Normdatei: 139985786
- International Standard Name Identifier: 0000 0000 8398 4826
- Library of Congress Control Number: n92063919
- MusicBrainz: 5ec140c0-6732-4fc1-9a7a-153ac0b740fc
- Nationale Bibliotheek van Tsjechië: xx0085265
- Nationale bibliotheek van Australië: 35042900
- Nationale Bibliotheek van Israël: 987007439543205171
- Nationale Bibliotheek van Polen: a0000001614761
- Nederlandse Thesaurus van Auteursnamen: 074094106
- SNAC: w6x71dg7
- Système universitaire de documentation: 069130108
- Trove: 809971
- Virtual International Authority File: 85865099
- WorldCat: E39PBJkD6G6DYKGm3WG3bYCRKd